# Cronce
Cronce – miejscowość i gmina we Francji, w regionie Owernia-Rodan-Alpy, w departamencie Górna Loara.
Według danych na rok 1990 gminę zamieszkiwało 110 osób, a gęstość zaludnienia wynosiła 7 osób/km² (wśród 1310 gmin Owernii Cronce plasuje się na 734. miejscu pod względem liczby ludności, natomiast pod względem powierzchni na miejscu 606.).